# Николаос Маврудис
Николаос Маврудис (на гръцки: Νικόλαος Μαυρουδής) е гръцки дипломат и деец на гръцката въоръжена пропаганда в Македония.

## Биография
Роден е в 1873 година. Завършва право в Атинския университет и в 1901 година започва кариера в Министерството на външните работи.
Назначен е за първи подконсул в гръцкото консулство в Кавала и подпомага гръцката пропаганда в района. Заедно с митрополит Хрисостом Драмски и Стилианос Мавромихалис организира гръцката пропаганда и в районите на Драма и Правища.
От 1910 до 1911 година е гръцки консул в Битоля. След като Южна Македония е окупирана от Гърция в Балканската война, Маврудис е назначен за номарх на новосъздадения ном Западна Македония.
По-късно е посланик на страната в Белград, Москва и Рим.
В 1930 година става генерален секретар на гръцкото външно министерство при Панагис Цалдарис. На 7 март 1933 година става външен министър във временното правителство на Александрос Отонеос, но подава оставка с цялото правителство само 3 дни по-късно – на 10 март същата година. В 1936 година закон 43 създава длъжността заместник-министър на външните работи и Маврудис е първият назначен на поста, като го заема над четири години и половина до нападението на Германия над Гърция.
Умира в 1942 година.